# Pierre Blacks
Pierre Blacks (* 20. Oktober 1948 in Ixelles/Elsene) ist ein belgischer Bogenschütze.
Blacks nahm an den Olympischen Spielen 1976 in Montreal teil und belegte den 18. Platz.